# 小行星3990
小行星3990（3990 Heimdal）是一颗围绕太阳公转的小行星。1987年9月25日，波爾·延森在霍尔拜克发现了此天体。
該小行星以北歐神話的破曉之神海姆達爾命名。
这颗小行星的绝对星等为198.2842067074176等。